# 復讐したい
『復讐したい』（ふくしゅうしたい）は、2011年に発表された山田悠介のホラー小説。およびそれを原作とした2016年公開の日本のホラー映画。
犯罪被害者が加害者に対して復讐する機会が与えられる法律「復讐法」が成立された近未来の日本を描く。山田悠介は「このタイトルは、思い切ってつけました」と語っている。

## あらすじ
2019年の日本、犯罪被害者が報復によって加害者となることを防ぐ救済法案として、重大な犯罪の被害者や被害者遺族に復讐の機会を与える「復讐法」が成立された。その翌年の2020年6月、弁護士一家殺害、毒ガス「ソマン」散布テロなど数々の凶悪事件を引き起こしていた宗教団体「世界プラーナ教団」の教祖・神河聖徳とその信者たちが一斉に逮捕される。世間はこの話題一色に染まり、マスコミは「被害者遺族は『裁判』と『復讐』のどちらを選択するのか」に注目した。それと同じ頃、高橋泰之は妻の泉を見ず知らずの男・小寺諒に殺害される。
裁判ではおそらく小寺は無期懲役以上にはならないと知らされた泰之は、復讐によって自ら小寺を裁くことを選択する。世界プラーナ教団の起こした事件によって家族を失った被害者遺族「世界プラーナ教団事件被害者の会」のメンバー57人ら、同じく復讐を選択した「復讐者」とともに、加害者である「受刑者」への復讐を実行するための施設となった無人島・蛇岩島（じゃがんとう）へ向かう。島に到着すると、GPSによって受刑者の居場所を知らせる電子地図、武器や食糧が支給される。泰之はそこで、泉にそっくりな女性・星野範子と出会う。
復讐のために与えられた時間は100時間。「復讐法」は復讐者に有利に作られてはいるが、復讐に失敗すれば受刑者は無罪放免になるというリスクを伴っている。さらに蛇岩島の中は無法であり、受刑者が復讐者を殺害しても罪には問われないことになっている。島では受刑者となった神河聖徳がなお30人以上の教団信者たちに守られており、神河は信者たちに復讐者の「粛清」を命じていた。泉を殺害した小寺も教団信者であり、ほかの信者たちと行動を共にしている可能性がある。泰之はときに教団事件被害者遺族たちと協力しながら、亡き泉のために小寺への復讐を遂げようとする。

## 登場人物
高橋泰之（たかはし やすゆき）
本作の主人公。復讐者。大手不動産会社に勤務。妻の泉と結婚一周年を祝うデートをした翌日、小寺諒に泉を刺殺される。自身の両親や泉の両親の反対を押し切り、小寺に対して復讐を選ぶ。幼い頃から運動は不得意であった。
高橋泉（たかはし いずみ）〈28〉
泰之の妻。容姿端麗で品があり、泰之にとって理想の女性像そのものであった。料理教室の講師をしていた。クッキングスタジオで料理を教えている最中、小寺に包丁で刺殺される。
神河聖徳（かみかわ せいとく）
受刑者。一万人以上の信者を有する宗教団体「世界プラーナ教団」教祖。教団と対立する弁護士や検事とその家族の殺害、毒ガスによる無差別テロの首謀者。群馬にある教団施設にて信者たちとともに逮捕され、被害者遺族の選択で受刑者となる。蛇岩島でも信者たちに守られ、「修行」を続けている。教団は密かに武器を製造しており、信者は軍事訓練を受けている。
小寺諒（こでら りょう）〈21〉
受刑者。泉を殺害した犯人で、世界プラーナ教団信者の青年。少女アニメが生きがいのいわゆるアニメオタク。犯行の2年前、知人から世界プラーナ教団の勧誘を受け続け、母親の交通事故を機に入信。外見は小柄で華奢、端正な顔立ちをしている。受刑者の耳に付けられるGPSを耳ごと切り落として逃げ続ける。
板垣潤也（いたがき じゅんや）
復讐者。「世界プラーナ教団事件被害者の会」代表。教団によって殺害された弁護士・板垣智也の兄。年齢は泰之よりふた周り以上年上。蛇岩島では復讐者チームの指揮を執る。
日野翔太（ひの しょうた）
復讐者。教団による毒ガステロ「二子玉川デパートソマン事件」で妹を失った被害者遺族の青年。復讐ではなく裁判をすべきだと訴えていたが、他の被害者たちが復讐を選んだことで蛇岩島へ来る。復讐の初日に足を負傷する。
前田達也（まえだ たつや）〈20〉
復讐者。教団による「熊谷ソマン事件」で兄を失った青年。蛇岩島で板垣ら周囲を足手まといだと非難し、途中から単独行動を選ぶ。
星野範子（ほしの のりこ）〈28〉
復讐者。痩せこけている点を除けば、自身や泰之も認めるほどその容姿は泉に瓜二つである。8歳のときから20年間、角田敦郎の自宅一室に監禁されていた。角田への復讐を選び蛇岩島へ来る。
角田敦郎（つのだ あつろう）〈54〉
受刑者。範子を監禁していた犯人。アニメオタクで、範子が自分の好きなアニメキャラクター「リリカ」に似ていることから犯行に至った。太った小男で、年齢のわりに子供っぽい声で話す。
野村（のむら）・高木（たかぎ）
受刑者。復讐の初日に小寺と行動を共にする世界プラーナ教団信者。神河の「儀式」のため、小寺を神河のもとへ連れてくるよう命じられる。
猪狩明広（いかり あきひろ）
泰之のもとへ裁判か復讐かの選択の確認に訪れる検事。基本的に被害者は皆裁判を選ぶものだと考えている。
小寺満一子（こでら まいこ）
小寺諒の母。
友田道子（ともだ みちこ）
泉の母。
友田紀雄（ともだ のりお）
泉の父。
高橋冬雪（たかはし ふゆき）
泰之の母。
高橋肇（たかはし はじめ）
泰之の父。

## ルール
- 舞台となる蛇岩島の中に高い塀で囲まれたフィールドがあり、この中で一度に数組の「復讐」が執行される。
- フィールドは15×15のマス目に区切られていて、2つの出入口が存在する。
- 「復讐者」は食糧・水・受信機・武器を持ち北のゲートから、「受刑者」は発信機を装着して南のゲートからスタート。
- 復讐者の受信機は、半径100m以内に受刑者がいる場合に反応する。
- 受刑者は10時間ごとに立ち入り禁止のエリアが増えていき、そこに入った場合は身柄を拘束され（実写映画版では地雷が爆発する）[2]、一切抵抗できない状態で復讐者の前に連行される。
- 100時間経過した場合、受刑者は2つの出入口のどちらかを選び、そこから脱出することが可能。
- 脱出された場合「復讐失敗」となり、受刑者は無罪放免となる。
- フィールドの内部は「無法地帯」となっていて、誰が誰を殺害しても一切罪に問われない。そのため受刑者が武器を奪って反撃することも可能。

実写映画版では制限時間は18時間に短縮されており、出入口の設定はなくなっている。

## 書籍情報
すべて幻冬舎。
- 単行本：2011年4月20日発行 ISBN 978-4344019751
- 文庫本：2013年4月10日発行（解説：長嶺超輝） ISBN 978-4344420113
- 電子書籍：2013年4月26日発行

## 映画
2016年2月27日に中部地方で先行公開、同年3月5日に全国ロードショー。PG-12指定。監督は室賀厚。主演、高橋泰之役はボーイズグループ・BOYS AND MENの水野勝。主人公の妻と、原作と映画とで設定は異なるがその妻と瓜二つな女性とを高橋メアリージュンが一人二役で演じる。
2015年に公開された小林豊主演の『サムライ・ロック』に続く、BOYS AND MEN総出演（制作・公開時は11名）の映画の第2弾として企画・制作された。2015年8月に映画化を発表。その後音楽担当が順次公表され、10月に主要キャストが発表された。撮影はBOYS AND MENの活動拠点である東海地方で行われた。映画オリジナルの要素が加味されており、テロ行為を起こした集団は原作の宗教団体から環境保護団体に変わっている。

### あらすじ（映画）
中学教師の高橋泰之は自宅で妻の泉と結婚記念日を祝い、泉から子供ができたという報告を受けて喜びあっていた。そこへ宅配便業者と偽ってやって来た小寺諒に泉が殺されてしまう。これまで復讐法には反対していると生徒たちに言ってきた泰之であったが、泉のために復讐法によって自ら小寺を裁くことを選ぶ。
泰之は蛇岩島で、過激派の環境団体・アースウイングが起こした無差別テロ事件によって家族を失った板垣、前田、日野、佐倉たち「被害者の会」のメンバーと行動を共にする。そして泰之は、受刑者のなかに泉に瓜二つな女性を見つけた。彼女は星野範子という看護師で、同僚の角田恭子の家族を殺した罪で、恭子の復讐の対象であった。泰之は小寺を追いつめて、なぜ泉を殺したのかを問いただす。小寺は、病気の母親が手術を受けられるようにするために、ある女に頼まれてやったことだと答えた。互いに殺したい人間がいた恭子と範子は、復讐法を利用してともに無罪放免になる計画を立てている。
数々のテロの首謀者である風祭が率いるアースウイングの受刑者たちは戦いに長けており、泰之たちはおろか蛇岩島を監視する法務局の人間たちをも苦しめる。彼らは蛇岩島で核爆発を起こして日本を放射能で汚染させる計画を実行に移そうとする。

### キャスト
- 高橋泰之：水野勝
- 高橋泉 / 星野範子：高橋メアリージュン
- 田所哲也：小林豊 - 法務局役人。蛇岩島責任者である猪狩の部下[8]。
- 板垣潤也：田中俊介 - 「被害者の会」リーダー[6]。公務員。
- 前田達也：勇翔 - 「被害者の会」メンバー。自衛隊員[6]。
- 日野翔太：本田剛文 - 「被害者の会」メンバー。テロ事件で姉を失う[8]。
- 佐倉裕二：田村侑久 - 復讐者。フリーターでゲーマー[6]。
- 小寺諒：吉原雅斗
- 野崎誠：辻本達規 - 法務局役人、オペレーター。
- 佐久間洋一：土田拓海 - 復讐者。
- 稲葉信也：若菜太喜 - 受刑者。佐久間洋一の妹を殺害した犯人。
- 霞太郎：平松賢人 - 泰之の友人。
- 角田恭子：上野優華
- 高橋冬雪：クノ真季子
- 小寺満一子：時任亜弓
- ニュースキャスター：本仮屋リイナ[9]
- 泰之の生徒たち：BOYS AND MEN研究生（寺坂頼我・野々田奏・中原聡太・北川せつら）
- 風祭邦衛：海東健
- 高橋肇：神保悟志
- 猪狩明広：岡田義徳 - 法務局役人で、蛇岩島の責任者。

### スタッフ
- 監督：室賀厚
- 脚本：赤松義正、室賀厚
- 原作：山田悠介『復讐したい』（幻冬舎文庫）
- 録音：宋晋瑞
- 美術：中谷暢宏
- アクションコーディネーター：柴原孝典
- 撮影協力：愛知県フィルムコミッション協議会、なごやロケーションナビ、犬山ロケサービスチーム、多治見フィルムエンジン、かがみがはらフィルムコミッション ほか
- プロデューサー：木俣誠、竹田太郎、中村武史、谷口誠治、長岡由美香、兼定力、野田恵理、上野境介
- 制作プロダクション: キャンター
- 宣伝・配給: キャンター、スターキャット
- 製作：「復讐したい」製作委員会（キングレコード、東海テレビ、フォーチュンエンターテイメント、キャンター、スターキャット）

### 音楽
映画『復讐したい』では、劇中の音楽に複数のアーティストを起用している。
主題歌
- lynch.「BEAST」（キングレコード）[12]
- ROTTENGRAFFTY「P.I.L」（ビクターエンターテインメント）[12]

挿入歌
- 小林太郎「伽羅堂」
- 感覚ピエロ「LET IT DIE -Wake up-」
- Brand New Vibe「iCE」
- FOUR GET ME A NOTS「Hate」
- Drop's「天使の雲」
- ユビキタス「リフレイン」
- THE Hitch Lowke「ロッシュの限界」
- がらくたロボット「morning glory」

### 映像ソフト
2016年7月6日にキングレコードからDVDとBlu-rayがリリースされた。